# Ruské
Ruské je přírodní rezervace na území národního parku Poloniny. Roste zde kručinka křídlatá (Genista sagittalis), prstnatec májový (Dactylorhiza majalis), suchopýr širolistý (Eriophorum latifolium).
Nachází se v katastrálním území obce Stakčín v okrese Snina v Prešovském kraji. Území bylo vyhlášeno či novelizováno v roce 1988 na rozloze 1,4614 ha. Ochranné pásmo nebylo stanoveno.